# Solvayev postupak
Solvayev postupak je industrijski proces proizvodnje natrijeva karbonata iz natrijeva klorida, amonijaka i ugljikova dioksida.

## Kemijski proces
U zasićenu otopinu natrijevog klorida uvode se amonijak kako bi zalužili otopinu. U dobiveni bazični medij uvodi se ugljikov(IV) oksid kako bi se otopina neutralizirala, dajući hidrogenkarbonatni ion. Reakcijom u vodenoj otopini nastaju amonijevi, natrijevi, hidrogenkarbonatni i kloridni ioni koji bi mogli dati četiri različite soli: amonijev klorid (NH4Cl), amonijev hidrogenkarbonat (NH4HCO3), natrijev klorid (NaCl) i natrijev hidrogenkarbonat (NaHCO3). Hlađenjem otopine istaloži se najslabije topljiva sol - NaHCO3, a u otopini ostaju amonijevi i kloridni ioni. Istaloženi NaHCO3 odvaja se od otopine filtracijom, a zatim se zagrijavanjem u rotacijskoj peći dobije natrijev karbonat (soda).
NaCl(s) + H2O(l) → Na+(aq) + Cl-(aq)
NH3(g) + H2O(l) → NH4+(aq) + OH-(aq)
CO2(g) + OH-(aq) → HCO3-(aq)
Na+(aq) + HCO3-(aq) → NaHCO3(s)
2 NaHCO3(s) → Na2CO3(s) + CO2(g) + H2O(g)
CaCO3(s) → CaO(s) + CO2(g)
CaO(s) + H2O(l) → Ca2+(aq) + 2 OH-(aq)
NH4+(aq) + OH-(aq) → NH3(g) + H2O(l)
Ca2+(aq) + 2 Cl-(aq) → CaCl2(s)
Proces je vrlo ekonomičan jer se troše jeftine sirovine (kuhinjska sol i vapnenac), a amonijak, najskuplja tvar u tom postupku, i dio CO2 (ugljikov(IV) oksid) vraćaju se ponovo u proces (recikliraju se).
Gubitak se nadokanđuje žarenjem kalcijeva karbonata te se dobiveno živo vapno uvodi u vodu stvarajući hidrokside. Hidroksid se ponovno uvodi u otopinu amonijevih soli gdje se oslobođeni amonijak vraća u otopinu NaCl te se proces ponavlja. 

## Primjena sode
Dobivena soda ima veliku primjenu u industriji stakla, sapuna, boja, papira, a rabi se i za omekšavanje vode.
Soda se također koristi za dobivanje natrijevog hidrogenkarbonata (soda bikarbona, NaHCO3) koji također nastaje u Solvayevom postupku, ali je postupak dobivanja uvođenjem CO2 u vodenu otopinu sode jeftiniji.